# Tűnyalábos fenyő

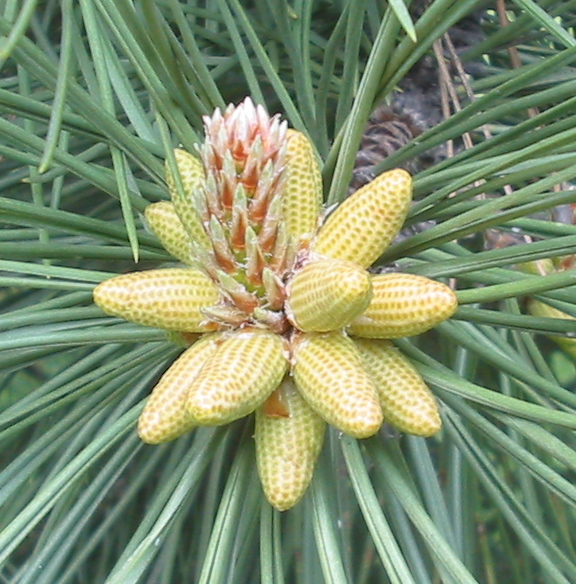
Porzós virágzata

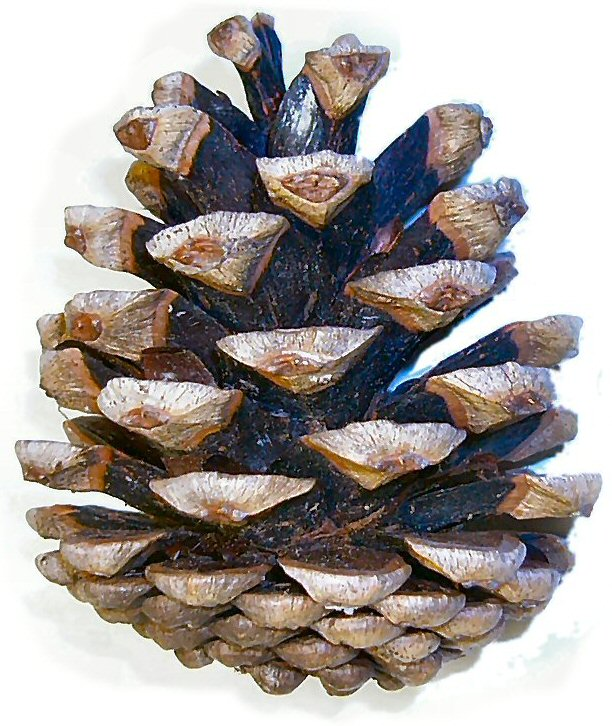
Feketefenyő (Pinus nigra) toboza

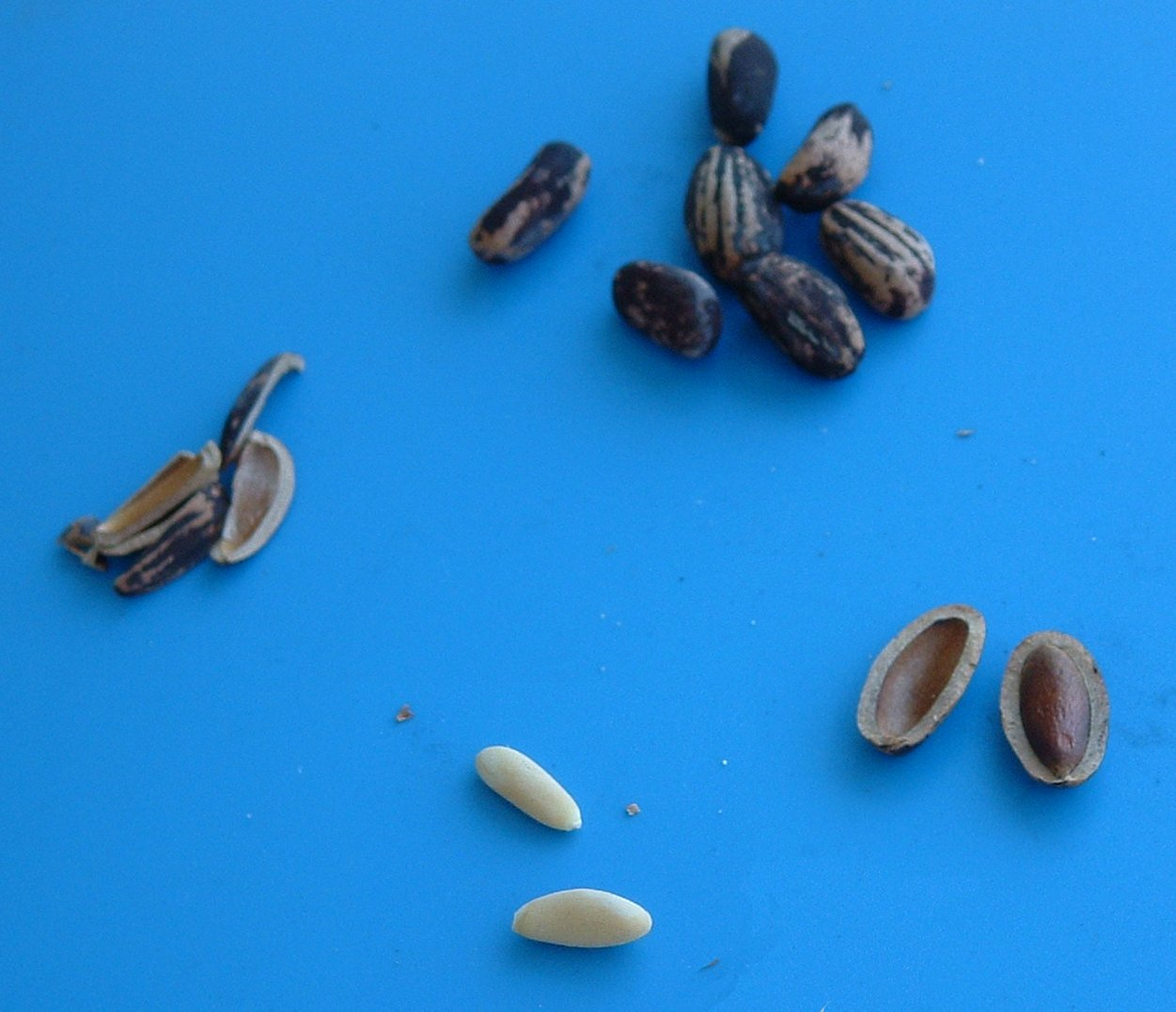
Fenyőmagok és maghéjak

A tűnyalábos fenyő vagy hosszútűs fenyő, egyes művekben egyszerűen csak fenyő (Pinus) a tűlevelűek (Pinopsida) osztályának, azon belül a fenyőalakúak (Pinales) rendjének és a fenyőfélék (Pinaceae) családjának névadó növénynemzetsége. Régebben az erdeifenyő népies nevét (répafenyő) is használták a nemzetség leírására. A növénynemzetség több faját (erdeifenyő, feketefenyő, törpefenyő stb.) „kéttűs fenyők” néven foglalják össze (Gyógynövények, 2011). A hosszú, lágy tűs fajok összefoglaló (ugyancsak nem rendszertani) neve a selyemfenyő.

## Származása, elterjedése
A többi fenyőféléhez hasonlóan tipikus holarktikus nemzetség; az eurázsiai–boreális flóraterület egyik meghatározó növénye. A végeláthatatlan szibériai tajga faállományának csaknem harmada erdeifenyő (Pinus sylvestris). Számos faja hazánkban is tartható.
Észak-Amerikában túllépi a flórabirodalom határát; egyes fajai kizárólag Mexikóban honosak.

## Megjelenése, felépítése
Ágai örvökben, vízszintesen nőnek. Ettől a fiatalabb fák koronája kúpszerű; a függőleges növekedés befejezése után az erdőben növő példányok termete hengeressé alakul; a magányosak koronája gömbölyű, lapított vagy elterülő is lehet. Zárt állományokban jelentősen felkopaszodik. A legtöbb faj kérge vastag, durva, barázdált.
Valamennyi fenyő fája puhafa, de a kereskedelemben „puha” és „kemény” fenyőfára osztják őket:
- A simafenyő (Pinus strobus), a kaliforniai selyemfenyő (Pinus lambertiana) és a mandulafenyő (Pinus pinea) fája viszonylag puha. Ezek tűi ötös (ritkán négyes) csomókban (vagy magánosan) állnak. Tobozaik nyelesek, a tobozpikkelyek hegye nem szúrós, kevés gyantát tartalmaznak. Fájuk sűrű szövetű, a szijács keskeny, majdnem fehér, a levélnyalábok hüvelye lehulló, a levélben egyetlen edénynyaláb fut végig.
- Az erdeifenyő (Pinus sylvestris), a korzikai feketefenyő (Pinus nigra subsp. laricio) és a terpentinfenyő (Pinus taeda) fája viszonylag kemény, tűik kettesével-hármasával (ritkán ötös vagy nyolcas csoportokban) állnak. Tobozpikkelyeik hegye szúr, a tobozok sok gyantát tartalmaznak. Fájuk durva szövetű, gyakran sötét, a szijács vastag, halvány, a levélnyalábok hüvelye maradó, a levelekben pedig két szállítónyaláb fejlődik ki.

Megkülönböztetjük kétféle hajtását:
- hosszúhajtás,
- törpehajtás;

valamint háromféle levelét:
- primordiális („legelső”) levél,
- pikkelylevél,
- időskori levél.

A magoncok primordiális levelei lándzsa alakúak, szórt-spirális állásúak. A pikkelylevelek háromszög alakúak, szintén lándzsásak és az idősebb fák hosszúhajtásain nőnek. A törpe- és a hosszúhajtások egyaránt a lehulló pikkelylevelek hónaljában fejlődnek ki. A fotoszintetizáló időskori levelek tű alakúak; bennük kettő vagy több gyantajárat található. A különböző fajok időskori levelei többnyire kettesével–ötösével (ritkán egészen 8-ig, ritkán magánosan) a törpehajtások csúcsán állnak, és 2–17 évig a fán maradnak. A levélcsoportok töveit apró allevelekből alakuló hüvelyke (tűkapocs, vaginula) kapcsolja össze.
A barkák (porzós virágok) az előző évi hajtások végén csoportosulnak; a tobozok (termős virágok) a friss hajtáson nőnek egyedül vagy csoportosan. A barkák pollenzsákjai tavasszal vagy kora nyáron hosszában felhasadnak, és kiszabadulnak belőlük a két légzsákos virágporszemek. A toboz számos spirális elrendeződésű murvalevélből (módosult fellevélből, meddőpikkelyből) áll; minden meddőpikkely hónaljában egy-egy két magkezdeményt viselő termőpikkellyel. A meddőpikkelyek fások vagy bőrneműek; a pikkely csúcsa többé-kevésbé boltozatos címerré vastagszik meg; rajta kisebb-nagyobb dudorok figyelhetők meg. Minden tobozpikkely mellett két-két mag terem. A toboz nem hullik szét és a pikkelye sem hullik le. A többnyire zászlós mag csak a második-harmadik évben érik be. Egyes fajok megérett tobozai felnyílnak, és szabadon eresztik a magvakat, másoknál zárva maradnak egészen addig, amíg évek múltán a korhadás, az erdőtűz vagy valamilyen állat fel nem nyitja őket. Több faj termőpikkelyei repítőszárnnyá nőnek, elősegítve a magok terjedését.

## Életmódja
Viszonylag tűrőképes, de kimondottan fényigényes. Fagyálló. Az egyes fajok vízigénye igencsak különféle – a félsivatagi mandulafenyőtől (mexikói diófenyő, Pinus edulis) a mocsári fenyőig (Pinus palustris). Természetes élőhelyén a szél porozza be; kertészetben magról és oltással egyaránt szaporítható.

## Kártevői
Számos kártevője közül a termesztett fajokra a fenyő-tűkarcgomba és a fenyőgubacstetű a legveszélyesebb.

## Felhasználása
Egyike a faipari célokra legáltalánosabban használt fáknak: szerszámfának, épületfának, deszkának, lécnek stb. és tüzelőnek is tömegesen vágják. Kissé fénylő, könnyen és szépen hasadó, puha, durva fája szárazon is, nedves helyen is tartós. Hagyományosan hajótesteket és árbócokat is készítettek belőle.
Kérgéből cserzőanyagot, tűjéből olajat főznek ki. Az erdeifenyő, a tengerparti fenyő, a mocsárfenyő, a karibfenyő és az aleppóifenyő folyékony gyantája a közönséges terpentin. Gyantájának lepárlási maradéka a kolofónium (hegedűgyanta). Készítenek belőle még faecetet és fenyőolajat, valamint kátrányt – e hagyományos szerepeiből a kőolajtermékek részben kiszorították. A fenyőkorom (fénymáz, szurokkorom) betűfestékek és cipőmáz alapanyaga.
Fiatal hajtásait a népi gyógyászat vértisztító orvosságnak használta. A gyógyászatban használatos fenyőtűolajat a levelekből párolják le.
Angol nyelvterületen (főleg Angliában és Kanadában sört főznek belőle. Egyes fajok:
- havasi cirbolyafenyő,
- kínai selyemfenyő,
- szibériai cirbolyafenyő,
- mandulafenyő,
- Torrey-fenyő,
- óriástobozú fenyő

ehető magvait fenyőmag, piñon vagy pignon néven árusítják.
A legtöbb fajból (a nem túl vízigényesekből) bonszait is nevelnek. Ezek lassú növekedésük miatt könnyen kezelhetők, ezért rendkívül kedveltek, minden stílusra alkalmasak.
Számos faját dísznövénynek termesztik, kertekbe ültetik, főleg a:
- feketefenyő,
- simafenyő és a
- himalájai selyemfenyő

különböző változatait.
Az erdők vagy széltörő erdősávok telepítésére leggyakrabban használt fajok:
- erdeifenyő,
- korzikai feketefenyő,
- tengerparti fenyő.

Az erdeifenyő és a feketefenyő gyakori karácsonyfa; az ezredforduló óta szórványosan a balkáni páncélfenyővel is találkozhatunk ebben a szerepben.

## Rendszertani felosztása
A nemzetséget két alnemzetségre bontják, azokat pedig fajcsoportokra és tovább fajsorokra.

### Pinus alnemzetség
1. Pinea fajcsoport:
- hiányos maradványai miatt fajsorba sorolatlan: †Pinus escalantensis

- Pinaster fajsor:
  - kalábriaifenyő (Pinus brutia),
  - kanári fenyő (Pinus canariensis),
  - aleppói fenyő (Pinus halepensis),
  - Pinus latteri,
  - Pinus merkusii,
  - tengerparti fenyő (Pinus pinaster, Pinus maritima),
  - himalájai hosszútűs fenyő (Pinus roxburghii),

- Pineae fajsor:
- mandulafenyő (ernyőfenyő, európai mandulafenyő, Pinus pinea)

2. Pinus fajcsoport:
- Leucodermes fajsor:
  - balkáni páncélfenyő (Pinus heldreichii),

- Pinus fajsor:
  - Pinus densata,
  - japán erdeifenyő (Pinus densiflora),
  - Pinus fragilissima,
  - Pinus henryi,
  - Pinus hwangshanensis,
  - Pinus kesiya,
  - Pinus luchuensis,
  - Pinus massoniana,
  - törpefenyő (henyefenyő, gyalogfenyő – Pinus mugo),
  - feketefenyő (osztrák fenyő, Pinus nigra),
  - enyves fenyő (Pinus resinosa),
  - erdeifenyő (borovi fenyő, Pinus sylvestris),
  - kínai táblásfenyő (Pinus tabuliformis),
  - Pinus taiwanensis,
  - japán feketefenyő (Pinus thunbergii),
  - Pinus tropicalis,
  - Pinus yunnanensis

3. Trifoliae fajcsoport:
- Australes fajsor:

- - karibfenyő (Pinus caribaea),
  - Pinus cubensis,
  - sünfenyő (Pinus echinata),
  - floridai parti fenyő (Pinus elliottii),
  - Pinus glabra,
  - Pinus hondurensis,
  - Pinus occidentalis,
  - mocsári fenyő (Pinus palustris),
  - szürkefenyő (Pinus pungens),
  - Pinus rigida,
  - tavi fenyő (Pinus serotina),
  - terpentinfenyő (Pinus taeda),

- Contortae fajsor:

- - Banks-fenyő (Pinus banksiana),
  - fövenyfenyő (Pinus clausa),
  - csavarttűjű fenyő (Pinus contorta),
  - virginiai erdeifenyő (Pinus virginiana),

- Leiophyllae fajsor:

- - mexikói álaleppófenyő (Pinus leiophylla),
  - Pinus lumholtzii,

- Oocarpae fajsor: pringlei – P. radiata – P. tecunumanii – P. teocote

- - kampós fenyő (Pinus attenuata),
  - Pinus greggii,
  - Pinus herrerae,
  - Pinus jaliscana,
  - Pinus lawsonii,
  - püspökfenyő (Pinus muricata),
  - Pinus oocarpa,
  - Pinus patula,
  - Pinus praetermissa,
  - Pinus pringlei,
  - Monterey-fenyő (Pinus radiata),
  - Pinus tecunumanii,
  - Pinus teocote,

- Ponderosae fajsor:  maximinoi – P. montezumae – P. ponderosa – P. pseudostrobus – P. sabiniana – P. torreyana
  - Pinus apulcensis,
  - arizonai fenyő (Pinus arizonica),
  - Pinus cooperi,
  - óriástobozú fenyő (nagytobozú fenyő, Pinus coulteri),
  - Pinus devoniana,
  - Pinus durangensis,
  - apacsfenyő (Pinus engelmannii),
  - Pinus estevezii,
  - Pinus gordoniana,
- Pinus hartwegii,
- nagytobozú sárgafenyő (Pinus jeffreyi),
- †Pinus johndayensis,
  - Pinus maximinoi,
  - Montezuma-fenyő (Pinus montezumae),
  - amerikai sárgafenyő (Pinus ponderosa),
  - Pinus pseudostrobus,
  - karmos mandulafenyő (Pinus sabiniana),
  - Torrey-fenyő (Pinus torreyana),

### Strobus alnemzetség (selyemfenyő)
1. Ducampopinus fajcsoport:
- Krempfianae fajsor:
  - Pinus krempfii,

2. Gerardia fajcsoport:
- Gerardianae fajsor:
  - tarkakérgű fenyő (Pinus bungeana),
  - himalájai diófenyő (Pinus gerardiana),

- Squamatae fajsor:
  - jünnani platánkérgű fenyő (Pinus squamata),

3. Nelsonia fajcsoport:
- Nelsonianae fajsor:
  - Pinus nelsonii,

4. Parrya fajcsoport:
- Balfourianae fajsor:
  - bozontos fenyő (szálkásfenyő, gyantástűjű szálkásfenyő, Pinus aristata),
  - rókafarkfenyő (Pinus balfouriana),
  - simatűjű szálkásfenyő (Pinus longaeva),*

- Cembroides fajsor (cirbolyák):
  - mexikói diófenyő (mexikói háromtűs diófenyő, Pinus cembroides),
  - Pinus culminicola,
  - Pinus discolor,
  - kéttűs diófenyő (Pinus edulis),
  - Pinus johannis
  - egylevelű fenyő (egytűs diófenyő, Pinus monophylla),
  - Pinus orizabensis,
  - négylevelű fenyő (Pinus quadrifolia),
  - Pinus remota,

- Rzedowskianae fajsor:
  - Pinus maximartinezii,
  - Pinus pinceana,
  - Pinus rzedowskii,

5. Quinquefoliae fajcsoport:
- Strobus fajsor:
  - fehértörzsű fenyő (Pinus albicaulis),
  - Pinus amamiana,
  - kínai selyemfenyő (Armand-fenyő, Dávid-fenyő, Pinus armandii),
  - mexikói fehérfenyő (mexikói simafenyő, Pinus ayacahuite),
  - Pinus bhutanica,
  - cirbolyafenyő (havasi fenyő, Pinus cembra),
  - Pinus cernua,
  - Pinus chiapensis,
  - Pinus dabeshanensis,
  - Pinus dalatensis,
  - Pinus eremitana,
  - Pinus fenzeliana
  - Pinus fenzeliana,
  - nevadai cirbolyafenyő (Pinus flexilis),
  - koreai cirbolya (Pinus koraiensis),
  - cukorfenyő (kaliforniai selyemfenyő, Pinus lambertiana),
  - kolumbiai simafenyő (Pinus monticola),
  - Pinus morrisonicola,
  - Pinus orthophylla,
  - japán selyemfenyő (japán fehérfenyő Pinus parviflora),
  - balkáni selyemfenyő (makedon fenyő, Pinus peuce),
  - törpe cirbolya (Pinus pumila),
  - Pinus reflexa,
  - szibériai cirbolyafenyő (Pinus sibirica, Pinus cembra sibirica),
  - délnyugati fehér fenyő (Pinus strobiformis),
  - simafenyő (amerikai selyemfenyő, Pinus strobus),
  - Pinus stylesii
  - Pinus uyematsui,
  - himalájai selyemfenyő (Pinus wallichiana),
  - Pinus wangii,

6. Hibrid fajok:
- - Pinus × holfordiana
  - Pinus × hunnewelli
  - Pinus × schwerinii

### Más taxonoknál szerepel
- kaliforniai fenyő (Pinus californiarum) lásd Pinus monophylla ssp. californiarum
- grúz aleppófenyő (Pinus eldarica) lásd kalábriaifenyő (Pinus brutia ssp. eldarica)
- könnyfenyő (Pinus excelza) lásd himalájai selyemfenyő (Pinus wallichiana)
- páncélfenyő (Pinus leucodermis) lásd balkáni páncélfenyő (Pinus heldreichii),
- Pinus uncinata lásd  havasi törpefenyő (henyefenyő, gyalogfenyő, Pinus mugo subsp. uncinata)

## Gyakoribb kertészeti változatok
- Pinus densiflora 'Oculus-Draconis' – tűi sárgacsíkosak. Lassan növő, kéttűs fenyő. Japán fajta.
- Pinus edulis – szürkés lombozatú, alacsony (3–4 m), bokorszerű fenyő. Hajtásai erősen gyantásak, a szárazságot nagyon jól tűri. Magja pörkölve finom csemege.
- Pinus heldreichii 'Compact Gem' – sötétzöld lombozatú, merev tűjű, zárt, kúpos koronájú változat.
- Pinus mugo 'Paradekissen' – nagyon lassan növő, lapos korong alakú változat.
- Pinus mugo var. pumilio – alacsony, lassan növő, terülő változat.
- Pinus mugo 'Winter Gold' – lassú növekedésű, zöld, de télen aranysárgára váltó lombozatú törpefenyő.
- Pinus nigra – 20–25 m magasra növő, igen tűrőképes, kéttűs fenyő. Koronája fiatalon tojásdad, idős korára ernyőszerű.
- Pinus nigra 'Karaca Ball' – lassú növekedésű, zöld lombozatú, gömb forma.
- Pinus nigra 'Pendula' – függőlegesen csüngő ágú változat.
- Pinus parviflora 'Adcock’s Dwarf' – törpenövésű, rövid tűjű fajta. Szürkés tűlevelei ötösével állnak.
- Pinus strobus – 30–35 m magasra növő, öttűs fenyő. Száraz, meszes talajra nem való.
- Pinus sylvestris 'Prostrata' – ágai elfekszenek a talajon, lombja kékes.